# قلعه‌گاه، قفقاز
قلعه‌گاه (به ترکی آذربایجانی: Qalagah) یک منطقهٔ مسکونی در جمهوری آذربایجان است که در شهرستان اسماعیللی واقع شده‌است. قلعه‌گاه ۹۹۱ نفر جمعیت دارد.